# مشفى دمشق
الهيئة العامة لمشفى دمشق أو مشفى المجتهد هو مشفى حكومي سوري يقع في العاصمة السورية دمشق. ويعد من أكبر المشافي الحكومية في البلاد.
ابتدأ بناء مشفى دمشق في العام 1947 وقد وضع الرئيس الأسبق شكري القوتلي حجر الأساس، واستمر العمل في تشييده حتى افتتح في عام 1955 . افتتح الرئيس شكري القوتلي المشفى بنفسه شخصياً، وكان المشفى تابعاً لوزارة الصحة والإسعاف العام. أطلق عليه لقب مشفى المجتهد نسبة إلى موقع المشفى في حي الميدان، منطقة المجتهد، هذه المنطقة التي أخذت اسمها نسبة إلى آل المجتهد  الذين قطنوا فيها بعد قدومهم من مكة المكرمة.

## طراز البناء
- بُني المشفى على الطراز الفرنسي ويأخذ مسقطها شكل فراشة تدخل الشمس من جميع جوانبها، أما جدرانها فهي سميكة ومصنوعة من الحجر والطوب لتؤمن العزل من الصوت والعوامل الخارجية
- اختير موقع بناء المشفى قديما في منطقة بساتين، بسبب هوائها النقي، ولكي تكون صالحة للاستشفاء
- يقع المشفى وسط العديد من المواقع الأثرية التي اكتشفت، والتي تعود إلى العهد الروماني (من مقابر وقنوات ري)، مما يدل على أن هذه المنطقة كانت تتميز بطبيعة ساحرة وهواء منعش، لأن الرومان كانوا يعتقدون بانبعاث الموتى من قبورهم، فكانوا يختارون المناطق المنعشة لتشييد قبورهم.
- يعد هذا المشفى من المشافي القديمة جدا في دمشق، توالى عليها الكثير من الأطباء والكوادر الطبية والفنية، وتخرج فيها عدد كبير من الأطباء والشخصيات الهامة.
- حظي المشفى برعاية خاصة من الرئيس حافظ الأسد، ورمم في عهده عدد كبير من أقسام المشفى وبشكل خاص قسم الإسعاف الخارجي، نظراً لأهميته في استقبال عدد هائل من المرضى.
- أحدثت نقلة نوعية في تاريخ هذه المشفى، حيث حُدث المشفى بشكل كامل، وطورت كافة التجهيزات الموجودة فيها، كما تم إنشاء أقسام باختصاصات لم تكن موجودة من قبل.
- كان المشفى من الناحية الإدارية، تابعًا لمديرية صحة دمشق حتى العام 2002 عندما أصدر الرئيس بشار الأسد القانون رقم /25/ لعام 2002، والقاضي بجعل المشفى هيئة عامة مستقلة تابعة لوزارة الصحة بشكل مباشر.
- وفي العام 2005، زار الرئيس بشار الأسد المشفى، فكان لزيارته الأثر الأكبر في تطوير العمل على كافة الأصعدة.

## الاقسام والشعب الطبية
- قسم الأمراض الجراحية
- قسم الامراض الباطنية
- قسم الإسعاف الخارجي
- قسم العيادات الخارجية
- قسم أمراض الأطفال
- شعبة العناية العامة
- قسم التصوير الطبي
- قسم المخابر
- قسم المعالجة الفيزيائية

## الاجهزة المتوفرة واعدادها
- جهاز رنين مغناطيسي عدد 1
- جهاز طبقي محوري متعدد الشرائح عدد2
- جهاز تصوير اوعية ظليل عدد 1
- جهاز ايكو عدد3
- جهاز تصوير نقال عدد5
- جهاز تصوير اشعة بسيط عدد 3
- جهاز تصوير وتنظير اشعة عدد4
- جهاز بانوراما عدد1
- جهاز ماموغراف عدد2
- جهاز قياس كثافة عظمية عدد1
- جهاز ليزر لعلاج الأذيات الجلدية عدد1
- جهاز Navication عدد1
- جهاز أرغون ليزر عدد1
- جهاز تخطيط كهربائي للعصب البصري وتخطيط الشبكية عدد1
- جهاز OCT لفحص الشبكية والعصب البصري للعين عدد1
- جهاز ليزر لعمليات كيس الدمع عدد1
- جهاز غسيل الكلى عدد 2